# Guessling-Hémering
Guessling-Hémering è un comune francese di 939 abitanti situato nel dipartimento della Mosella nella regione del Grand Est.

## Società

### Evoluzione demografica
Abitanti censiti